# The Prizefighter and the Lady
The Prizefighter and the Lady (Brasil: O Pugilista e a Favorita / Portugal: As Mulheres e o Ídolo) é um filme norte-americano de 1933, do gênero comédia dramática, dirigido por W. S. Van Dyke e estrelado por Myrna Loy e Max Baer.